# 조선장애자체육협회
조선장애자체육협회(朝鮮障碍者體育協會, 영어: National Paralympic Committee of Democratic People's Republic of Korea)는 조선민주주의인민공화국을 대표하는 국가 패럴림픽 위원회이다. 본부는 평양시에 있으며 아시아 패럴림픽 위원회에 소속되어 있다. 패럴림픽, 장애인 아시안 게임을 비롯한 국제 장애인 스포츠 대회에 참가하는 조선민주주의인민공화국의 선수들을 대표한다.
2011년 1월에 조선장애자보호련맹 중앙위원회 산하 기관으로 설립되었으며 2012년 3월에 국제 패럴림픽 위원회에 가입했다. 조선민주주의인민공화국은 영국 런던에서 개최된 2012년 하계 패럴림픽에 처음 참가했다. 조선민주주의인민공화국의 전직 탁구 선수인 리분희가 해당 기관의 서기장을 역임했다.

## 같이 보기
- 조선민주주의인민공화국 올림픽 위원회